# Кимолос
Кимолос (греч. Κίμωλος) — остров в Эгейском море, принадлежит Греции.

## География
Входит в архипелаг Кикладские острова (Киклады). Находится на юге Западных Киклад, между островами Сифнос и Милос. Остров занимает площадь около 36 км². Самая высокая точка: гора Палайокастро 364 м.
Порт острова находится в селении Псафи.

## Население
Согласно переписи населения 2001, на острове проживало 769 человек. В настоящее время основными занятиями жителей является обслуживание туристов и рыболовство.